# Arronville
Arronville egy község Franciaországban. Lakosainak száma 619 fő (2022. január 1.).

## Földrajza
Arronville Amblainville, Berville, Frouville, Haravilliers, Menouville, Theuville és Bornel községekkel határos.

## Népessége
| Lakosok száma | 666  | 668  | 656  | 647  | 637  | 630  | 624  | 619  |
|               | 2014 | 2015 | 2017 | 2018 | 2019 | 2020 | 2021 | 2022 |